# Tracteur Holt

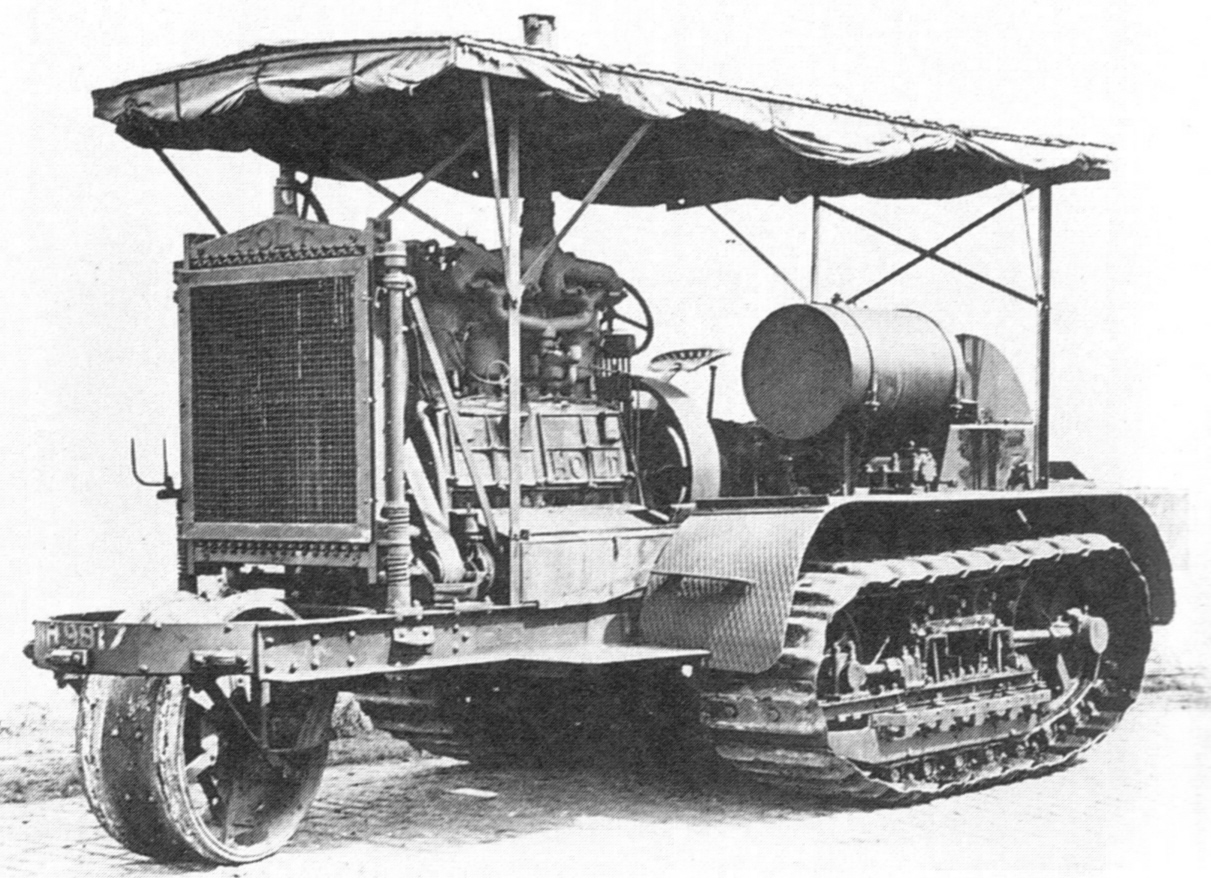
Le tracteur Holt 120

Les tracteurs Holt étaient une gamme de transporteurs à chenilles construits par la Holt Manufacturing Company en Californie.

## Utilisation civile
Entre 1908 et 1913, vingt-sept des 100 premiers tracteurs à chenilles Holt ont été utilisés sur le projet d'aqueduc de Los Angeles, qui a fourni un bon terrain d'essai pour ces machines.

## Utilisation militaire

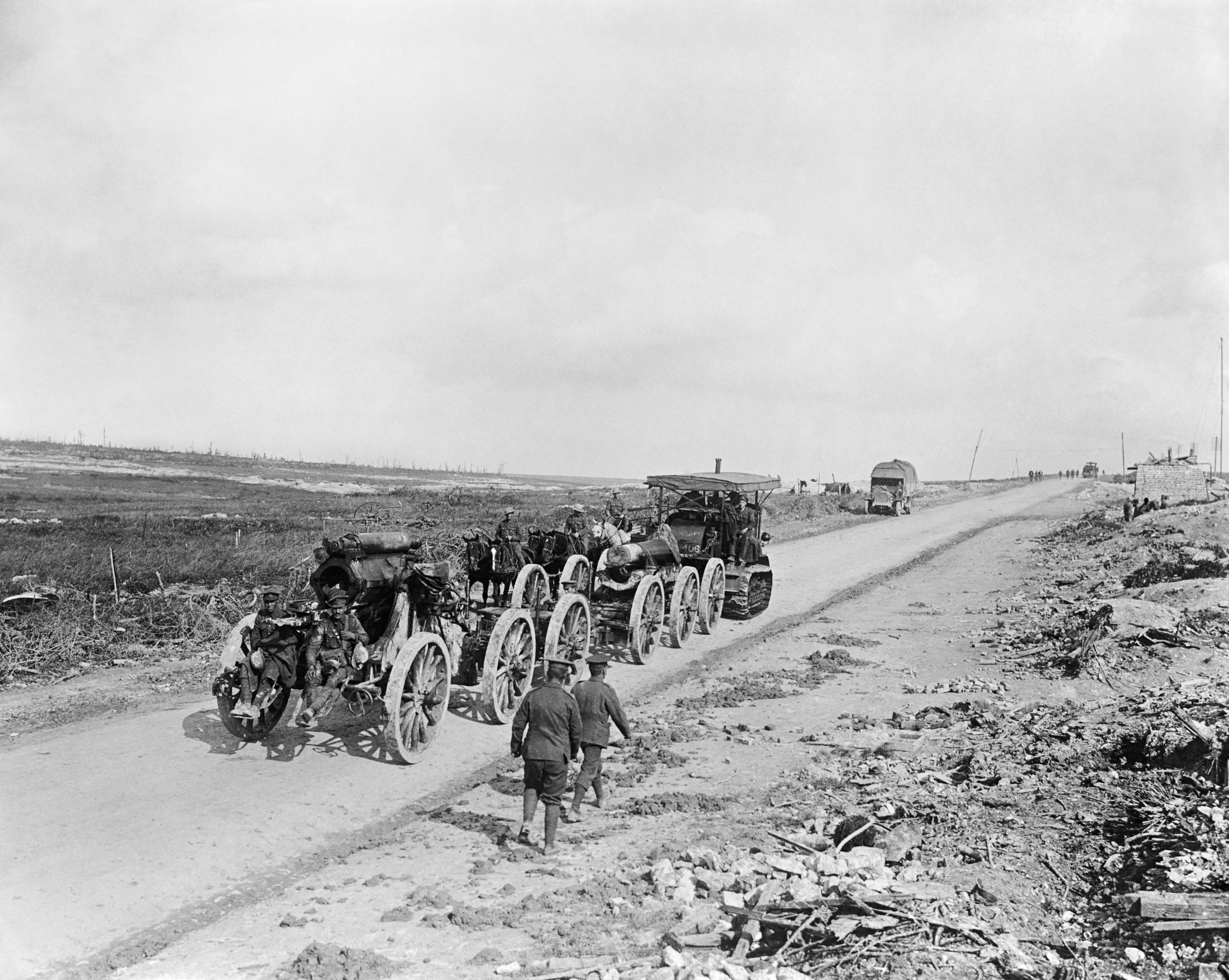
Un tracteur Holt transportant un obusier de 9,2 pouces lors de la bataille de la Somme (1916).

Ils ont été largement utilisés par les armées britanniques, françaises et américaines pendant la Première Guerre mondiale. Environ 2 000 Holt 75, 698 Holt 120 et 63 Holt 60 ont été utilisés pendant la guerre.
Les chars français Schneider CA1, Saint-Chamond et allemands A7V étaient basés sur des tracteurs Holt[réf. nécessaire].

## Littérature
- Holt Tractors Photo Archive: Un album des premiers tracteurs à vapeur et à essence, (ISBN 978-1-882256-10-5)